# 心灵杀手
《心靈殺手》是由芬蘭的綠美迪娛樂開發、微軟遊戲工作室發行的一款驚悚风格动作遊戲。在遊戲故事中，一名暢銷驚悚小說作家艾倫·韋克（Alan Wake）在與妻子前往華盛頓州的亮瀑鎮（Bright Falls）同行度假之際，愛妻卻驟然失蹤；他在尋找妻子的過程中，卻發現自己寫過的一本驚悚小說劇情正逐漸成為現實。來自黑暗的威脅在亮瀑鎮內悄聲四伏，使韋克在揭開謎團、尋回愛妻的苦戰中，瀕臨理智的崩潰邊緣。《心靈殺手》分別於2010年5月14日、2012年2月16日在Xbox 360以及Microsoft Windows平台上發行。
本作不論是在步調還是架構上，其風格都像是一齣電視劇。遊戲中包含了六集，它們和另外作為追加下載內容（DLC）的兩個特集「信號」及「作家」被合稱為整個故事的「第一季」，其中每一集都含有劇情解析以及預告的片段。Machinima.com曾在YouTube上發行了一部六集的短篇電視連續劇前傳《亮瀑鎮》；而作家瑞克·柏洛茲（Rick Burroughs）也根據遊戲的劇情撰寫了一篇改編的小說。
《心靈殺手》的劇本主要由山姆·萊克寫作，其製作時間長達五年——這在遊戲產業中是非常少見的。遊戲發行之後便廣受好評，許多評論認為這部作品在故事敘述、遊戲步調和氣氛等方面非常傑出。此外，《心靈殺手》更在《時代》雜誌所刊登的「2010年度十大遊戲」中獲得了第一名。
後來，遊戲於2012年2月在Xbox Live Arcade上發行了獨立續作《心靈殺手：魘長夢多》，但它並非原作《心靈殺手》的後傳；綠美迪當時亦未宣布後傳的製作計畫，取而代之的是以本作為靈感、於2016年4月發行的新作《量子裂痕》。2019年，綠美迪發行另一新作《控制》，其故事亦有提及本作劇情；綠美迪並表示，本作及《量子裂痕》和《控制》等遊戲所構成的共同世界將繼續做為未來開發新作的基礎。2021年10月，Epic Games發行了包含本作及其DLC在內的復刻版，並於Windows、PlayStation 4、PlayStation 5、Xbox One與Xbox Series X/S等平台上發售。2021年12月，綠美迪正式公開本作續集《心灵杀手2》的製作計畫。《心灵杀手2》於2023年10月27日上线Windows、PlayStation 5及Xbox Series X/S平台。

## 遊戲設定

遊戲中主角艾倫在戶外的環境中戰鬥，他正使用手中的手電筒和左輪手槍瞄準敵人

《心靈殺手》是一款著重於心理恐懼的遊戲，綠美迪形容這個作品有著「心理驚悚電影的靈魂」和「劇集式動作遊戲的軀體」，但遊戲的開發人員也曾在訪問中表示本作並不完全是屬於驚悚類型的電子遊戲。
故事背景主要設定在一座位於太平洋西北地區的虛構山間小鎮——華盛頓州的亮瀑鎮（Bright Falls），而遊戲主要進行的地點則位於亮瀑鎮中的各個區域，包括夜間的森林、國家公園、農場等；其中則穿插著幾段較平靜、非戰鬥的日間場景。
《心靈殺手》使用了第三人稱視角，在遊戲中玩家必須操控故事中的主角，艾倫·韋克。在遊戲中，一股黑暗力量將侵襲人類、動物、甚至是物品。而主要的戰鬥對象稱為「黑暗俘虜」——一種形同黑影，使用鐵鎚、小刀、鐵鏟或電鋸等武器的殺手。各個種類的黑暗俘虜移動速度、體型大小、防禦力和傷害能力也都不盡相同，有些甚至能夠進行短距離的瞬間移動。除了黑暗俘虜以外，玩家也必須應付遭黑暗附身的烏鴉群或是移動物品。
黑暗俘虜受到黑暗魅影的保護，在破壞保護之前任何攻擊都是無效的；他們只有在受到光照而失去黑暗的防護能力後才能被武器所傷害。這項設計使得手電筒在遊戲中和常規的武器中扮演了相當重要的角色；此外，手電筒的光束也能用來瞄準敵人。主角持有的手電筒可以加強亮度以更快速地破壞黑暗的防護，不過這會消耗它的電池電量。除了為常規武器重裝子彈外，玩家也必須在手電筒的電量耗盡時更換電池，或是等待它緩慢地自動充電。當光束瞄準敵人的時候，會將其黑暗防護將會透過一個小光圈來表示，它的半徑將隨光照時間的增長而縮小；一些強敵的黑暗還會隨著時間而漸漸恢復。當黑暗防護被摧毀的時候，小光圈便會消失。
主角所能夠使用的常規武器包括了左輪手槍、霰彈槍以及獵用步槍。此外，玩家在遊戲中經常可以利用環境中的道具（通常是光源）來進行戰鬥，並可使用信號槍、信號火炬和閃光彈等與光有關的武器或物品攻擊敵人；而在特定的戰鬥場合，玩家也可以使用場景中的大型探照燈來殲滅大量的黑暗俘虜。遊戲中的路燈或是其它固定光源則作為安全處以及檢查點，黑暗俘虜無法進入，而當玩家站在光源下時也能夠較迅速地回復生命值；不過，當沒有受到任何傷害時，生命值也會緩慢地自動回復至一定程度。在某些時候，主角也能夠駕駛車輛進行移動；駕駛時，玩家能夠透過加強車頭燈的亮度摧毀敵人的防護，或者是直接衝撞路上的黑暗俘虜。
遊戲中一個重要的元素就是艾倫·韋克所撰寫的最新小說——《啟程》的原稿。雖然韋克從未記得寫過這本書，但是其內容卻似乎是發生在他身邊的真實事件。玩家在遊戲進行中可以撿拾散落在場景中的原稿，而原稿多半位於不易被發現的地方；遊戲共分為「簡單」、「一般」和「夢魘」三種難度模式，有些原稿則是必須要挑戰「夢魘」難度才能夠取得；不過，原稿的取得與否並不影響主線故事的進行，它們會按照故事的時間順序出現，而玩家在閱讀後通常能夠得到提示或是預知即將來臨的挑戰。其它可收集的物品還包括了咖啡保溫瓶、鬧鐘等。除此之外，遊戲中還有一些非主線的任務供玩家進行，包括擊倒罐頭堆、觀看電視節目《夜泉》、聆聽廣播和閱讀告示牌等。其中，廣播節目和告示牌則讓玩家能夠更深入的了解亮瀑鎮的歷史、風俗和文化。

## 劇情
主角艾倫·韋克（Alan Wake）是一位暢銷驚悚小說作家。他已經連續兩年受腦閉塞所苦而無法寫作，於是在妻子艾麗絲（Alice）和經紀人巴瑞·惠勒（Barry Wheeler）的建議下，他決定和妻子一同前往位於華盛頓州山間的亮瀑鎮（Bright Falls）度假。当他們抵達之後，艾倫在餐廳向一名不認識的女性索取了度假小屋的鑰匙和地圖，卻沒在意她並不是當初艾麗絲安排要會面的屋主；他們後來在巨釜湖中一個小島上的木屋落腳。正當他們卸下行李的時候，艾倫發現艾麗絲把他的打字機也帶來了，而她安排這次渡假的目的其實是為了要化解艾倫無法寫作的危機，甚至約好時間讓艾倫前往諮詢當地的心理醫生艾默·哈特曼（Emil Hartman）。艾倫因一時的憤怒而步出小屋散心，卻因為聽到艾麗絲突然的呼救聲而跑回去查看；他在湖水中看見了艾麗絲的影子，於是也毫不猶豫地跳入了水裡。
艾倫在一星期後從一輛撞毀於山壁間的車裡醒了過來，尽管情況很明顯是他把車子衝向路邊，但他卻完全不記得自己是怎麼到那裡的。他試圖走回鎮上，卻在途中遭受暗影般怪物的追擊。後來，一位身著潛水裝的人影突然出現，並告訴他如何使用光來擊敗敵人，以及四處散布的原稿內容代表了什麼。那些原稿的標題為《啟程》（Departure），作者的署名是艾倫自己；不過，艾倫卻完全不記得自己曾經寫過這本小說。在回到鎮上後，艾倫試圖說服警長莎拉·布瑞克（Sarah Breaker）相信有關艾麗絲失蹤的事，但莎拉卻告訴他，巨釜湖上的小島自從許久前的火山爆發後就因地震沉沒而不復存在了。
在警局停留時，艾倫接到了一通自稱是綁架艾麗絲的綁匪的電話，要求艾倫到附近的國家公園和他見面這時，巴瑞也抵達了小鎮，並想幫助艾倫拾回那個星期的記憶。當晚，艾倫抵達會面地點，綁匪要求以《啟程》的原稿做為贖回艾麗絲的代價後便逃離。艾倫不得已只能試圖寫出或找尋剩餘的原稿，因此當接到老鹿餐廳女店員蘿絲宣稱取得了他的原稿時，便與巴瑞一同前往露營區，然而卻遭到被黑暗碰觸的蘿絲下藥迷昏。艾倫入夜後醒來，發現FBI的奈丁格探員（Nightingale）前來拘捕兩人，為了不與綁匪失約，艾倫只好留下巴瑞自行逃走。儘管艾倫在突破黑暗俘虜的重重阻撓後抵達指定的地點，綁匪卻遲遲未現身，直到入夜才打電話告知要換地方碰面。艾倫在憤怒和疑惑之下，再一次前往鏡峰尋找綁匪，卻發現綁匪恐懼地跪在地上，隨後艾倫就與綁匪一同被一股黑色暗龍捲風吞噬。
艾倫在哈特曼醫師的湖畔山莊中醒了過來；他發現綁匪其實是哈特曼醫師的雇傭，而事實上他們並沒有綁架艾麗絲。黑暗魅影突然襲擊山莊，艾倫與巴瑞在千鈞一髮之際成功逃離。為了尋找安德森兄弟給的提示，兩人前往安德森農場，並在那裡發現了安德森兄弟過去創作的唱片。從歌曲之中，艾倫確信他必須去找人稱燈泡女的辛西亞·威弗（Cynthia Weaver）以解救愛麗絲。決定在農場度夜的兩人，喝了安德森兄弟的私釀酒沉沉睡去，同時喚醒了艾倫所失去的那一周的記憶，而潛水夫——也就是湯瑪士·贊恩（Thomas Zane），是艾倫在潛意識中寫入原稿的光明力量，以對抗黑暗魅影的控制。不過當他們醒來時，卻已被奈丁格探員逮個正著。
由於諸多過度的行為，讓警長莎拉對奈丁格相當不滿，隨後奈丁格探員在三人眼前被黑暗吞噬，讓莎拉決定相信艾倫，並跟著艾倫和巴瑞一起逃離黑暗魅影的追殺。艾倫、巴瑞和莎拉三人循線找到了「光明之女」辛西亞·葳弗，她為了免受黑暗魅影的攻擊而隱居在四周圍繞著光線的發電廠。她帶領艾倫前往保護著能夠擊敗黑暗魅影武器的「光明之室」；艾倫發現那是他曾經送給愛麗絲的「神奇開關」，雖然外表只是一個普通的零件，但卻因為艾倫的寫作而充滿魔法力量。於是，艾倫決定獨自返回巨釜湖，使用神奇開關摧毀黑暗魅影、完成《啟程》的原稿以救回艾麗絲，並恢復小鎮的寧靜。擊敗黑暗魅影後，艾倫跳入湖中，回到湖中小屋繼續未完的《啟程》。當艾麗絲甦醒並游到岸邊倖存時，艾倫仍留在了小屋之中。
後續的兩個特集「信號」和「作家」則延續了原故事的內容。艾倫在拯救了艾麗絲以後，自己卻被困在黑暗深處的小屋中；艾倫本體因為腦中布滿了黑暗而失去了控制。理性面的艾倫在贊恩和幻影巴瑞的幫助下，試圖逃脫黑暗深處；最後他回到了小屋中，解救了瀕臨崩潰的自己，並決定開始撰寫《啟程》的續作——《回歸》（Return）。

## 開發

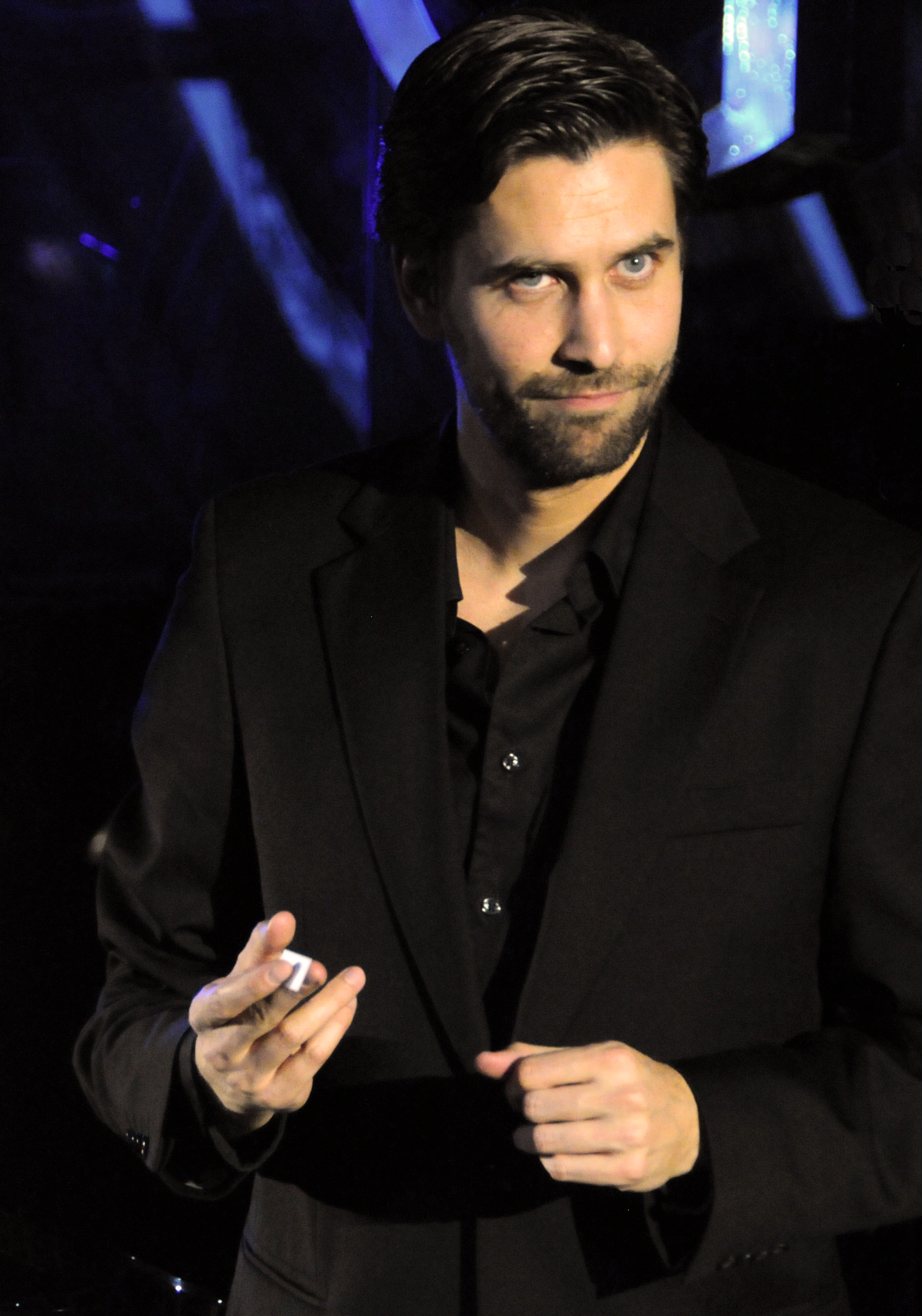
主角艾倫·韋克的模特兒伊尔卡·维利

《心靈殺手》是由曾經聞名於製作《江湖本色》和其續集《江湖本色2》的芬蘭遊戲工作室——綠美迪娛樂所開發。在《江湖本色2》發行之後，綠美迪花了一些時間「度過緊迫的財政困難」，並開始為新作品的計畫提出各種想法。而其中的一項計畫便是《心靈殺手》。
遊戲的開發計劃最早於2005年E3電子娛樂展上公布，開發人員提到它將會在「下一代的電子遊戲機和個人電腦」上發行，並向記者不公開展示了一個技術演示版。2006年，綠美迪宣布將和微軟遊戲工作室合作，並將這款新作獨家發行於微軟的Xbox 360以及當時最新的PC作業系統Windows Vista上。此外，當時綠美迪也陸續公布了一些遊戲初步的畫面和構想。
首次公開後的四年以來，開發人員對外展示的都是Windows版本的遊戲畫面；直到2009年，綠美迪才正式宣布他們當時僅有開發Xbox 360的版本，而是否要製作PC版本則是由微軟方面來決定。2009年8月，開發人員宣布本作已經大致「完成」，並將進行最終的修改和潤飾。《心靈殺手》於2010年4月7日起發放給生產商，並於同年5月正式發行。遊戲正式發行時，綠美迪則表示PC的版本「目前並不在考慮之列」；直到將近兩年以後的2012年，綠美迪才終於確認了發行PC版本的計畫。
起初，綠美迪計畫將亮瀑鎮設計成一座如同俠盜獵車手系列中那種玩家能夠隨意漫遊、沙盒類的開放式城市。在試行這個想法後的六個月，開發小組決定放棄這個選擇，因為它與原本遊戲所希望呈現的步調，和驚悚的敘事風格有所衝突。遊戲中主要的敵人——黑暗俘虜的設計使用了一種特殊的方式：先將角色的概念模型畫好在紙上，再將水倒上去並讓墨水暈開，使得它能讓人更有「暗影和鬼魅」般的感受。主角艾倫·韋克的外觀則是採用「概念照片」的模型來設計，而不是較傳統的手畫稿。此外，為了要在遊戲中呈現出太平洋西北地區的環境和布景，綠美迪特地派出了一個製作小組前往當地擷取了大量的相片和影片。
《心靈殺手》中所有角色的電腦模型都是參考自真人模特兒。艾倫和艾麗絲兩人的模特兒分別是伊尔卡·维利（Ilkka Villi）和喬納·耶爾文佩（Jonna Järvenpää），他們同時也是其中唯二的芬蘭籍模特兒；其餘的角色則都是美國籍。配音的部分則是在各個區域的版本中都有不同語言的人員負責擔任。

### 影響和引喻

《心靈殺手》的製作參考了許多流行文化的作品，這一幕便直接引喻了電影《闪灵》中的場景

《心靈殺手》的製作受到了許多電影、電視劇以及書籍的影響，除了在劇情中有所影射之外，同時也是對一些藝術家和作品的致敬。綠美迪表示，這種和其它流行文化作品有相似主題或場景的引喻手法是為了要「讓玩家能夠在遊戲中找到令人感到熟悉的元素，並為遊戲試著建構一套屬於自己的理解；那種理解在遊戲中的呈現或許與眾不同，但卻仍然能夠在別種形式的作品中找到熟悉感。」
遊戲最大的靈感來源之一是暢銷小說家史蒂芬·金；遊戲故事中的主角也是一位作家，而他的作品內容在其現實生活中成真，這件事便是取材自史蒂芬·金當初在他的數本著作中首創的想法。此外，主角韋克在遊戲中有部分的台詞甚至直接提到史蒂芬·金；遊戲開始的動畫中，韋克便引用了他在一篇驚悚電影評論裡所說的一句話。而遊戲中也有不少橋段和元素取材於改編自史蒂芬·金的同名小說的電影《闪灵》，其中一處場景便是和電影中外型相似的花園迷宮。開發小組在製作時曾向金要求在遊戲中引述他的話的許可，而金也在遊戲發行之後收到了一份作為答謝禮，但卻因為他沒有Xbox 360而無法試玩。
遊戲的背景亮瀑鎮是取材自1990年代初的電視劇《雙峰》，它的故事同樣也發生在華盛頓州的一座虛構小鎮。而遊戲中攻擊主角的烏鴉群則是源於導演亞佛烈德·希區考克的作品《鳥》。
遊戲中，玩家在亮瀑鎮的一些地方能夠找到可以播放《夜泉》節目的電視；這個節目的靈感取材自羅德·瑟林於1950年代末製作的故事選連續劇《陰陽魔界》，遊戲模仿了它的黑白畫面、片頭動畫以及旁白特殊的敘事風格。
遊戲裡也有一些元素引喻了先前綠美迪的作品《江湖本色》。玩家在遊戲中能夠到處尋找散落的原稿，它們通常能夠給予玩家提示或是預知他們接下來即將發生的事件；不過，在遊戲第2集一開始所收集到的兩份「驟停」原稿則和遊戲劇情毫無關聯。一般的原稿都是由艾倫·韋克的配音員马修·普里塔念出，而這兩份原稿的配音则由《江湖本色》主角麥斯·潘恩的配音員詹姆斯·麦卡弗里擔任。此外，原稿的字體和頁面風格也都受到了《江湖本色》中麥斯·潘恩獨白時的畫面的影響。
《心靈殺手》也承襲了綠美迪自《江湖本色》系列以來在遊戲中融入北歐神話元素的傳統；本作中做為其代表的即是遊戲裡的角色安德森兄弟（The Andersons），他們兩人在故事中曾於1970年代組成一個名叫「亞薩神域的古老眾神」（Old Gods of Asgard）的搖滾樂團。

### 劇集式架構
《心靈殺手》使用了和懸疑電視劇相似的架構來展開情節，遊戲中每一集的劇情都引出了一道新的謎題，進而完成整個主線故事。因此，遊戲的主線故事被分成了六集，每一集都含有和電視劇相似的敘事及橋段元素，每集結束時用來吸引玩家投入後續劇情的懸宕片段便是其例。還有一項取自電視節目的重要元素就是每集開頭的「前情提要」，在前情提要中，主角的配音員将重述之前的劇情；这是為了讓玩家「能夠重拾先前故事的記憶，並快速融入接下來將要發生的劇情中。」此外，每集結束時都會播放一首不同的歌曲，這個做法則是取自一些電視節目片尾時謝幕畫面的背景音樂。
主線遊戲共分為六集，後來亦發行了做為DLC的兩個特集「信號」和「作家」；它們合稱為故事的「第一季」，其架構使得它的背後可能有更長的潛在劇情。在主線故事的設計中，主角在最後終於達成他的目標而有了完美的大結局；不過，兩個特集卻延伸了結局後的劇情，開發人員稱那是為了「延續原作的故事，並同時做為和下一季相接的橋樑。」雖然遊戲的開發人員曾表示有興趣製作《心靈殺手》的第二季（或稱後傳、續集），但是到目前為止都仍未有相關的消息和計畫發布。
綠美迪娛樂為了要呈現一個特殊的敘事風格和步調而選擇了類似電視連續劇的遊戲架構。開發人員認為，從觀眾的角度來看，透過盒裝版產品來收看某些電視連續劇（例如深度串聯的《LOST檔案》系列）是一種「『消費媒體』的自然方式」；而在故事相對較長的遊戲中，這種劇集式的架構就是一種較佳的詮釋方法。此外，綠美迪也稱讚了《LOST檔案》和其驚悚電視劇風格的步調。

### 置入性行銷
《心靈殺手》中也出現了一些真實的產品或商標。遊戲的開發人員稱，當他們在使用置入性行銷時「很保守且對玩家非常細心謹慎」，而他們的目標是要「讓整個遊戲的世界看起來更真實，而非直接把廣告貼在你的面前」。
這種置入性行銷手法的例子最主要包含了可撿拾的勁量牌鋰電池（用於手電筒），以及電信公司威訊無線的廣告。威訊無線的行銷除了遊戲中行動電話的螢幕上顯示商標外，還有一些遊戲中互動式電視會播放的30秒廣告片段；此外，在特集「信號」中的某一段電話對話中出現了威訊的廣告詞「你現在聽得到我嗎？」。而亮瀑鎮裡也散布著一些掛有勁量和威訊廣告的看板。福特和林肯兩種品牌的汽車也曾出現在遊戲中。
遊戲中也出現了一些和微軟相關的品牌。例如：主角艾倫和他妻子的車上裝有微軟合作開發的車內娛樂系統福特SYNC、診所的場景中可以見到一台Xbox 360和放在它旁邊的虛構遊戲《夜泉》（它同時也是DLC中的可收集物品）等。此外，在遊戲中的許多場景都能找到隱藏的微軟條碼，玩家可以使用現實中的行動裝置掃描它們；有些條碼掃描後會自動導向至遊戲角色的語音信箱號碼、其它的則是一個由威訊贊助的網站連結，玩家可以透過它下載《心靈殺手》的獨家額外內容（此項功能只適用於美國地區）。

### 原聲帶
遊戲的作曲家是派特利·阿蘭科（Petri Alanko）。原聲帶中除了遊戲的背景音樂外，還包含了墮落詩人樂團在其第四張錄音室專輯《暮光戲院》中收錄的單曲《War》。山姆·萊克說道，那首歌「……是《心靈殺手》原聲帶中很重要的一部分，而且其歌詞所表達的主題也和遊戲的劇情強烈相關。」墮落詩人也以「亞薩神域的古老眾神」為名為遊戲錄製了兩首原創歌曲《Children of the Elder God》和《The Poet and the Muse》。該樂團曾引用萊克的詩作為歌詞譜寫了綠美迪前作《江湖本色2》結束的主題曲《Late Goodbye》；不過，《War》這首歌曲卻不是特別為了《心靈殺手》遊戲而寫的。此外，遊戲還使用了大衛·鮑伊等多位歌手的歌曲作為劇集片尾的音樂；哈利·尼爾森的《Coconut》和安阿米·贝尔的《How Can I Be Sure》則曾出現在遊戲的數個場景中。2010年7月20日，官方發行了一張收錄18首曲目的原聲帶。
| 《心靈殺手》原聲帶 | 《心靈殺手》原聲帶         | 《心靈殺手》原聲帶 |
| 曲序               | 曲目                       | 时长               |
| ------------------ | -------------------------- | ------------------ |
| 1.                 | Alan Wake                  | 5:34               |
| 2.                 | A Writers Dream            | 1:55               |
| 3.                 | Welcome to Bright Falls    | 4:25               |
| 4.                 | Vacation                   | 2:48               |
| 5.                 | Cross That River           | 5:38               |
| 6.                 | Waking Up to a Nightmare   | 2:17               |
| 7.                 | The Clicker                | 1:51               |
| 8.                 | Deerfest                   | 3:02               |
| 9.                 | Taken by the Night         | 10:47              |
| 10.                | On the Run                 | 6:08               |
| 11.                | Mirror Peak                | 5:12               |
| 12.                | Tom the Diver              | 2:50               |
| 13.                | The Night It All Began     | 2:01               |
| 14.                | Bright Falls Light & Power | 3:16               |
| 15.                | Hunters                    | 5:00               |
| 16.                | The Well-Lit Room          | 1:42               |
| 17.                | Water Pressure             | 5:33               |
| 18.                | Departure                  | 3:02               |

| 限量版原聲帶 | 限量版原聲帶                | 限量版原聲帶 |
| 曲序         | 曲目                        | 时长         |
| ------------ | --------------------------- | ------------ |
| 1.           | A Writer's Dream            | 1:53         |
| 2.           | Young Men Dead              | 5:34         |
| 3.           | Welcome to Bright Falls     | 4:25         |
| 4.           | The Clicker                 | 1:51         |
| 5.           | How Can I Be Sure           | 4:33         |
| 6.           | Tom The Diver (Piano+Cello) | 3:13         |
| 7.           | The Beaten Side of Town     | 4:48         |
| 8.           | The Poet and The Muse       | 4:17         |
| 9.           | Electrica Cadente           | 3:00         |
| 10.          | Tom The Diver (Orchestra)   | 2:49         |

| Steam典藏版原聲帶 | Steam典藏版原聲帶                                 | Steam典藏版原聲帶 |
| 曲序              | 曲目                                              | 时长              |
| ----------------- | ------------------------------------------------- | ----------------- |
| 1.                | A Writer's Dream                                  | 1:57              |
| 2.                | Welcome to Bright Falls                           | 4:29              |
| 3.                | The Clicker                                       | 1:54              |
| 4.                | Taken by the Night                                | 7:45              |
| 5.                | Mirror Peak                                       | 4:33              |
| 6.                | Tom the Diver                                     | 2:52              |
| 7.                | Hunters                                           | 4:45              |
| 8.                | The Well-Lit Room                                 | 1:54              |
| 9.                | Departure                                         | 2:31              |
| 10.               | Children of the Elder God (Old Gods of Asgard)    | 3:43              |
| 11.               | The Poet and the Muse (Old Gods of Asgard)        | 4:21              |
| 12.               | War (Poets of the Fall)                           | 5:08              |
| 13.               | Tom the Diver (Collector's Edition Exclusive Mix) | 3:13              |

#### 劇集片尾曲
| 集數          | 歌手                           | 歌曲                               | 發行 | 長度 |
| ------------- | ------------------------------ | ---------------------------------- | ---- | ---- |
| 第1集         | 羅伊·歐賓森                    | 《In Dreams》                      | 1963 | 2:48 |
| 第2集         | 波                             | 《Haunted》                        | 2000 | 5:20 |
| 第3集         | 尼克凱夫與壞種子               | 《Up Jumped The Devil》            | 1988 | 5:16 |
| 第4集         | 墮落詩人（亞薩神域的古老眾神） | 《The Poet and the Muse》          | 2010 | 4:18 |
| 第5集         | 墮落詩人                       | 《War》                            | 2010 | 5:05 |
| 第6集／製作群 | 大衛·鮑伊                      | 《Space Oddity》、《Alabama Song》 | 1980 | 5:15 |
| 特集1         | 安娜·唐涵                      | 《No, I Don't Remember》           | 2009 | 3:56 |
| 特集2         | 流行尖端                       | 《The Darkest Star》               | 2005 | 6:42 |

開發小組在製作時曾經考慮使用其它歌曲作為片尾音樂。其中冰金樂團的《Lovely Head》、PJ哈維的《Dear Darkness》以及傑夫·巴克利的《Lilac Wine》曾被考慮作為第2集的片尾曲；第3集則還有湯姆·威茨的《Sea of Love》和《Don't Go into That Barn》、神韻合唱團的《Sit and Wonder》以及拱廊之火的《Wake Up》等選擇。

### PC版本
雖然微軟在Xbox 360版本發行時即決定取消了PC版本的發行計畫，但綠美迪的歐絲卡利·哈基宁（Oskari Häkkinen）卻提出「PC遊戲是綠美迪一脈相傳的重要資產」，而開發小組仍然希望能夠發行一款PC版本的《心靈殺手》。綠美迪持續向微軟施壓，希望微軟允許它開發PC版本的遊戲，並最終於2011年中期獲得許可；哈基寧將獲得微軟許可的部分原因歸因於他們的反覆請求，同時他還認為微軟和綠美迪之間維持的良好關係和時間等因素都使得《心靈殺手》的PC版本能夠搶先一步在其續作《心靈殺手：魘長夢多》之前順利發行。PC版本的製作在一開始便相當熱誠，開發人員則是由綠美迪的一個小組和芬蘭的一間獨立開發商Nitro Games所共同組成。開發小組決定不從頭製作起，而是採用Xbox 360版本的原始程式碼並加以改進、增加新功能以使得遊戲能夠在日新月異、更加強大的個人電腦中發揮最佳的效果。PC版本的核心確保了遊戲能夠在使用滑鼠鍵盤或是遙控器的情況下都能夠順暢執行，並且超越了原本Xbox 360所侷限的圖形顯示效能；綠美迪的執行長马蒂亚斯·梅尔林尼（Matias Myllyrinne）表示，那些元素都非常重要，因為「如果我們沒有將這些細節做到完美，遊戲將會失去所有原本應有的視覺效果，而帶給玩家深刻感受的關鍵元素也將隨之喪失」。PC版本最後在約五個月的時間內開發完成，並於2011年12月正式對外公開。
2012年2月16日，遊戲本體連同兩個DLC特集一起正式透過Steam平台發行。在發行後的48小時，綠美迪便宣布這個版本的銷售收入已經超過了他們開發和市場宣傳的成本。歐洲的零售版分為普通版以及典藏版，皆由Nordic Games於2012年3月2日發行；後者包含了原聲帶、《艾倫·韋克檔案》（The Alan Wake Files）以及其它特別收錄等內容。美國的零售版則是於2012年4月24日由Legacy Interactive發行。

## 宣傳及發行

### 《亮瀑鎮》影集
在遊戲上市前的幾週，Machinima.com在YouTube以及Xbox Live上發行了一部長六集的商業搭配宣傳用短篇真人影集《亮瀑鎮》（Bright Falls）。影集的劇情是《心靈殺手》主線故事的前傳，並由菲利浦·范恩（Phillip Van）合作編劇及導演。故事的場景即是後來遊戲中艾倫·韋克抵達的亮瀑鎮，而主角則是一位前往當地洽公的報社記者傑克·費雪（Jake Fischer）。
影集中有幾位角色後來也出現在遊戲中，他們包括餐廳的服務生蘿絲（Rose）、哈特曼醫生、電台主播派特·梅恩（Pat Maine）以及艾倫·韋克本人；這些角色的扮演者後來也都曾在遊戲中擔任對應人物的配音員或是模特兒。
在影集中，主角傑克為了採訪哈特曼醫生出版的新書而前往亮瀑鎮，但卻發現鎮上一股怪異的力量使得他行為不斷失控，甚至會在發狂時喪失記憶。他連續幾天早晨都從樹林中醒來，卻完全不知道自己為什麼會出現在這種地方；他還發現自己漸漸開始抗拒白晝和燈光。隨著他待在亮瀑鎮的時間愈長，他的行為就顯得愈殘暴，甚至殺了人；當他發現事態的嚴重性而打算離開小鎮的時候，他卻被黑暗魅影給完全吞噬而消逝無蹤。影片的最後一幕以艾倫·韋克和其妻子抵達亮瀑鎮做結。

### 發行
《心靈殺手》起初僅發行了Xbox 360的版本。遊戲原先預計於2010年5月18日以及5月21日分別在北美及歐洲發行；當它於2010年4月7日起發放給生產商後，歐洲的發行日期提早了一個星期。於是，遊戲首先於2010年5月14日在歐洲上市，而北美的發行日期則維持不變；遊戲的中英文合版則是首先在台灣於2010年5月14日上市。2010年11月23日，《心靈殺手》登陸了Xbox Live的隨選遊戲，其價格為4200點微軟積分。直到2012年2月16日，官方才正式發行Microsoft Windows的版本。
《心靈殺手》也發行了一套典藏版。其中包含了一本144頁的精裝書《艾倫·韋克檔案》（The Alan Wake Files）、限定版的原聲帶CD、開發人員講評以及一些遊戲主題相關的Xbox 360虛擬道具。

### 追加下載內容
2010年，官方於Xbox Live發行了兩個《心靈殺手》的「特集」作為原遊戲的追加下載內容（DLC）。它們的故事延續了原本的結局，並為將來可能會開發的續作作出鋪墊。其第一集「信號」和第二集「作家」分別於2010年7月27日及10月12日發行，其中每一集的售價都是560點微軟積分。

### 下架风波
由于游戏中音乐版权的争议，绿美迪遗憾地宣布，游戏的数字版自2017年5月16日起从Steam、GOG、Humble Bundle、Xbox商店等网络销售平台下架。历经一年多的沟通协商后，2018年10月25日，绿美迪宣布《心灵杀手》重新上架Steam、GOG、Humble Bundle等网络销售平台，并感谢微软作为发行方在其中起到的帮助。但原Xbox 360的数字版本在Xbox商店依旧无法下载。

## 評價

### 媒體評論
| 汇总媒体     | 得分                        |
| ------------ | --------------------------- |
| GameRankings | 83.64%（X360） 82.50%（PC） |
| Metacritic   | 83/100（X360） 83/100（PC） |

| 媒体           | 得分   |
| -------------- | ------ |
| 1UP.com        | B+     |
| 电脑与电子游戏 | 9.0/10 |
| Eurogamer      | 7/10   |
| Game Informer  | 8.5/10 |
| GamePro        | 4/5    |
| GameSpot       | 8.5/10 |
| GameTrailers   | 8.6/10 |
| IGN            | 9/10   |
| 官方Xbox杂志   | 9/10   |

| 媒体     | 奖项                   |
| -------- | ---------------------- |
| IGN      | 編者特選獎             |
| 《時代》 | 2010年度十大遊戲第一名 |

《心靈殺手》在評論界中受到了媒體廣泛的好評。遊戲的Xbox 360以及PC版本分別在GameRankings網站上獲得了83.64%和82.50%的分數，而在Metacritic網站上的得分則皆為83/100。《紐西蘭先驅報》的麥特·葛林諾普（Matt Greenop）稱「這款遊戲是自2010年以來最創新且最有趣味的作品之一。」；Kotaku的主編布萊恩·克里森特則說道：「這是我一生中第一次體驗到這種玩起來像是款遊戲但同時卻充滿了電影般感染力的作品……《心靈殺手》給人的體驗強而有力，它會讓你在完成遊戲後幾天還在不停回想它，並意猶未盡……它重新定義了互動式的故事敘述。」IGN的查理斯·欧耶特（Charles Onyett）更頒給了它「編者特選獎」，並形容遊戲「一旦開始後便讓人愛不釋手」。
許多評論家都對遊戲的氣氛、步調和劇情的呈現方式等讚賞有加。《獨立報》的麥可·普蘭特（Michael Plant）稱遊戲中「完美無瑕的步調」能夠讓玩家獲得「使人著迷的遊戲體驗」，且認為遊戲的劇情「給人的體驗就是這一代遊戲機所能夠表現的極致」。《每日電訊報》的編輯尼克·柯文（Nick Cowen）形容遊戲中的氣氛能夠「……讓一個人從安全祥和的感受跳脫至令人窒息的恐怖威脅和預感之中……」，同時認為遊戲的劇情是遊戲「最具代表性、最有價值的特色之一」。《舊金山紀事報》的德克·拉莫斯（Dirk Lammers）和《紐約郵報》的威廉·維特加（William Vitka）都認為，遊戲恐怖的氣氛能夠「使玩家時時刻刻都非常緊張」。葛林諾普在評論中也讚賞了遊戲「完美的步調」和它的劇集式架構，並認為遊戲的故事劇情能夠「令人毛骨悚然」。GameTrailers的評論則對遊戲能夠「讓玩家完全陷入其扭曲噩夢中」和感受到「真實恐懼感」的呈現方式讚賞有加。
此外，遊戲的戰鬥元素、音樂和視覺效果也受到了不少好評。柯文認為遊戲「極為壯麗」的畫面給了他很深刻的印象，並認為亮瀑鎮場景中不論是在建築、植被、氣候和光線的設計上都非常地「栩栩如生」；他同時也讚賞了遊戲的戰鬥系統，認為它能夠「讓玩家感受到永無止盡的威脅」。而欧耶特以及GameSpot的湯姆·麥殊（Tom McShea）等人也都在評論中稱讚了遊戲微妙的光線效果。葛林諾普和維特加等人都對遊戲的圖形和環境設計讚賞有加，後者還認為其戰鬥場景的「複雜程度讓人驚艷」。麥殊和欧耶特都讚賞了遊戲出色的原創配樂和其它的引用插曲、「令人滿意」的戰鬥系統和「巧妙」的收集品，此外歐耶特還特別稱讚了遊戲「饒富趣味的玩法」以及「出色的視覺效果」；而克里森特則是認為遊戲中使用光作為戰鬥工具的設計非常出色。VideoGamer.com的湯姆·歐瑞（Tom Orry）則讚賞了遊戲「巧妙的旁白敘述」、「驚人的氣氛」和原聲帶，並認為遊戲的原聲帶是「我所聽過最棒也最讓人印象深刻的電子遊戲配樂之一」。Eurogamer的艾莉·吉布森（Ellie Gibson）也認為遊戲使用了一個「乾淨俐落的戰鬥系統」。
對遊戲的批評則包括了過短的遊戲長度、欠佳的動畫效果和虎頭蛇尾的劇情等。柯文和克里森特兩人都認為它雖然在氣氛和劇情的設計上分外出色，但遊戲的長度卻「相對太短」。麥殊則在評論中稱遊戲缺乏「讓人意外的、印象深刻的遊戲場景」。維特加和欧耶特兩人都對遊戲的故事設計有所批評，後者更認為它的編劇「不夠均衡」，而其「薄弱的結局」則是最大的遺憾之一。柯文在他的評論中寫道，遊戲中許多角色的臉部表情動畫「不夠細緻」；而維特加亦對遊戲的動畫有所批評。克里森特則認為，雖然遊戲「擁有許多讓人難以忘懷的角色」，但和主角艾倫·韋克與他妻子之間相處背景有關的資訊則略顯不足。

### 所獲獎項
| \| 年 \| 獎項 \| 榮譽 \| 結果 \| 參考資料 \| \| ---- \| ------------------------------------------ \| -------------------------- \| ------------ \| -------- \| \| 2010 \| 第7屆英國影藝學院電子遊戲獎 \| 原創音樂 \| 提名 \| [89] \| \| 2010 \| 第7屆英國影藝學院電子遊戲獎 \| 故事 \| 提名 \| [89] \| \| 2010 \| 第7屆英國影藝學院電子遊戲獎 \| 音效採用 \| 提名 \| [89] \| \| 2010 \| 年度遊戲音樂獎（Square Enix Music Online） \| 最佳原創音樂—歐洲 \| 獲獎 \| [90] \| \| 2010 \| GameSpot的2010年度精選獎項 \| 最佳原創智慧財產 \| 提名 \| [91] \| \| 2010 \| GameSpot的2010年度精選獎項 \| 最佳原創智慧財產 \| 獲讀者票選獎 \| [91] \| \| 2010 \| GameSpot的2010年度精選獎項 \| 最佳故事 \| 提名 \| [92] \| \| 2010 \| GameSpot的2010年度精選獎項 \| 最佳圖形藝術 \| 提名 \| [93] \| \| 2010 \| GameSpot的2010年度精選獎項 \| 最佳氣氛 \| 提名 \| [94] \| \| 2010 \| GameSpot的2010年度精選獎項 \| 最佳音效設計 \| 提名 \| [95] \| \| 2010 \| GameSpot的2010年度精選獎項 \| 最佳配音 \| 提名 \| [96] \| \| 2010 \| GameSpot的2010年度精選獎項 \| 最佳原創遊戲元素 \| 提名 \| [97] \| \| 2010 \| GameSpot的2010年度精選獎項 \| 最佳編劇／對話 \| 提名 \| [98] \| \| 2010 \| IGN的2010年度精選獎項—Xbox 360 \| 最佳驚悚遊戲 \| 獲獎 \| [99] \| \| 2010 \| IGN的2010年度精選獎項—Xbox 360 \| 最佳角色（艾倫·韋克） \| 提名 \| [100] \| \| 2010 \| IGN的2010年度精選獎項—Xbox 360 \| 最佳故事 \| 提名 \| [101] \| \| 2010 \| IGN的2010年度精選獎項—Xbox 360 \| 最酷的氣氛 \| 提名 \| [102] \| \| 2010 \| IGN的2010年度精選獎項—Xbox 360 \| 最創新的玩法 \| 提名 \| [103] \| \| 2010 \| Shacknews的2010年度精選獎項 \| 動作冒險遊戲 \| 提名 \| [104] \| \| 2010 \| Shacknews的2010年度精選獎項 \| 年度遊戲 \| 提名 \| [105] \| \| 2010 \| Shacknews的2010年度精選獎項 \| 我們期望能夠再見到的新作品 \| 第二名 \| [106] \| \| 2010 \| Shacknews的2010年度精選獎項 \| 故事 \| 提名 \| [107] \| \| 2010 \| Shacknews的2010年度精選獎項 \| Xbox 360獨家遊戲 \| 提名 \| [108] \| |                                            |                            |              |          |
| 年 | 獎項                                       | 榮譽                       | 結果         | 參考資料 |
| 2010 | 第7屆英國影藝學院電子遊戲獎                | 原創音樂                   | 提名         | [ 89 ]   |
| 2010 | 第7屆英國影藝學院電子遊戲獎                | 故事                       | 提名         | [ 89 ]   |
| 2010 | 第7屆英國影藝學院電子遊戲獎                | 音效採用                   | 提名         | [ 89 ]   |
| 2010 | 年度遊戲音樂獎（Square Enix Music Online） | 最佳原創音樂—歐洲          | 獲獎         | [ 90 ]   |
| 2010 | GameSpot的2010年度精選獎項                 | 最佳原創智慧財產           | 提名         | [ 91 ]   |
| 2010 | GameSpot的2010年度精選獎項                 | 最佳原創智慧財產           | 獲讀者票選獎 | [ 91 ]   |
| 2010 | GameSpot的2010年度精選獎項                 | 最佳故事                   | 提名         | [ 92 ]   |
| 2010 | GameSpot的2010年度精選獎項                 | 最佳圖形藝術               | 提名         | [ 93 ]   |
| 2010 | GameSpot的2010年度精選獎項                 | 最佳氣氛                   | 提名         | [ 94 ]   |
| 2010 | GameSpot的2010年度精選獎項                 | 最佳音效設計               | 提名         | [ 95 ]   |
| 2010 | GameSpot的2010年度精選獎項                 | 最佳配音                   | 提名         | [ 96 ]   |
| 2010 | GameSpot的2010年度精選獎項                 | 最佳原創遊戲元素           | 提名         | [ 97 ]   |
| 2010 | GameSpot的2010年度精選獎項                 | 最佳編劇／對話             | 提名         | [ 98 ]   |
| 2010 | IGN的2010年度精選獎項—Xbox 360             | 最佳驚悚遊戲               | 獲獎         | [ 99 ]   |
| 2010 | IGN的2010年度精選獎項—Xbox 360             | 最佳角色（艾倫·韋克）      | 提名         | [ 100 ]  |
| 2010 | IGN的2010年度精選獎項—Xbox 360             | 最佳故事                   | 提名         | [ 101 ]  |
| 2010 | IGN的2010年度精選獎項—Xbox 360             | 最酷的氣氛                 | 提名         | [ 102 ]  |
| 2010 | IGN的2010年度精選獎項—Xbox 360             | 最創新的玩法               | 提名         | [ 103 ]  |
| 2010 | Shacknews的2010年度精選獎項                | 動作冒險遊戲               | 提名         | [ 104 ]  |
| 2010 | Shacknews的2010年度精選獎項                | 年度遊戲                   | 提名         | [ 105 ]  |
| 2010 | Shacknews的2010年度精選獎項                | 我們期望能夠再見到的新作品 | 第二名       | [ 106 ]  |
| 2010 | Shacknews的2010年度精選獎項                | 故事                       | 提名         | [ 107 ]  |
| 2010 | Shacknews的2010年度精選獎項                | Xbox 360獨家遊戲           | 提名         | [ 108 ]  |

《心靈殺手》曾在2010年的電子遊戲界中獲得了不少獎項以及提名。其中，《時代》的編輯曾將《心靈殺手》列為2010年度十大遊戲的第一名。在IGN的2010年度最佳Xbox 360遊戲獎項中，《心靈殺手》獲選成為「最佳驚悚遊戲」，並獲得了「最佳故事」、「最酷的氣氛」、「最創新的玩法」以及「最佳角色」（艾倫·韋克）等榮譽的提名。遊戲在2010年的史派克電玩大獎中被提名為「最佳Xbox 360遊戲」，並在第2屆的年度內行遊戲大獎（Inside Gaming Awards）中獲得了「最佳配音」、「最佳音效設計」、「最扣人心弦的角色」（艾倫·韋克）等三項提名。在GameSpot的2010年度精選獎中，遊戲獲得了「最佳故事」、「最佳編劇／對話」等七項提名，並獲得了讀者票選的「最佳原創智慧財產」獎。此外，IGN將其列為「最佳現代遊戲」中的第61名。
而遊戲的原聲帶也在Square Enix舉辦的2010年度遊戲音樂大獎中獲得了最佳原創音樂獎（歐洲），其評審認為「新人作曲家派特利·阿蘭科為廣受好評的《心靈殺手》所創作、而極具擴張性的原聲帶，透過了它深刻結合的管絃樂、以及心靈上的探索，深深擄獲了許多玩家和非玩家聽眾的心。」

### 銷售
《心靈殺手》曾在英國的銷售榜單上排名第二，僅以約1,000份之差落後於《FIFA 2010南非世界盃足球赛》。研究機構NPD Group的統計數據顯示出，遊戲首兩周的銷售量總共是145,000份。一份報告指出，《心靈殺手》是2010年度盜版數量第二高的遊戲，僅次於《決勝時刻：黑色行動》；而其統計下載量已經超過110萬次。IndustryGamers的一項報導則曾表示，《心靈殺手》的實際銷售量其實遠超過先前的估計，而應約為140萬份左右（截至2011年12月止）。這項數據包含了原本未計入的、隨附於2011年Xbox 360假日套組的數位下載銷售量；該套組在售出時包含了《心靈殺手》和《極限競速3》兩款遊戲的下載序號。
2012年3月13日，綠美迪公開宣布遊戲包含Xbox 360和PC版本在內的總銷售量已經超過200萬份。至2013年5月23日，綠美迪的創意總監山姆·萊克稱總銷售量已超過300萬份。

## 續集
2021年12月10日，在游戏大奖2021上，绿美迪公布了《心灵杀手2》并放出了首个预告片。

## 外部連結
- 官方网站（英文）
- 互联网电影数据库（IMDb）上《心灵杀手》的资料（英文）